# Eucalyptus badjensis
Espèce
Classification phylogénétique
Eucalyptus badjensis (l'Eucalyptus de Badja ou Big Badja gum en anglais) est une espèce de plantes à fleurs du genre eucalyptus et de la famille des Myrtaceae. C'est un arbre des plateaux entre 800 et 1200 mètres d'altitude du sud-est de la Nouvelle-Galles du Sud et plus particulièrement dans la région de Big Badja.

## Description
Il se présente sous la forme d'un arbre vivace de 40 m de haut à l'écorce grise ou gris foncé, persistant à la base du tronc.
Les feuilles adultes lancéolées font 8 à 20 centimètres de long sur 0,8 à 1.5 de large. Les fleurs par 3 sont blanches, en ombelles.
Sa croissance rapide, sa résistance au froid, son bois de bonne qualité et ses feuilles riches en huile font qu'il a été mis en culture dans d'autres régions du monde (Brésil)